# 村上龍
村上 龍（むらかみ りゅう、本名：村上 龍之助（むらかみ りゅうのすけ）、1952年〈昭和27年〉2月19日 - ）は、日本の小説家・映画監督・脚本家。血液型はO型。
長崎県佐世保市出身。武蔵野美術大学在学中の1976年、福生の米軍キャンプで麻薬とセックスに溺れる退廃的な若者たちを描いた『限りなく透明に近いブルー』で群像新人文学賞、及び芥川龍之介賞を受賞。同作は100万部を売り上げた。ベストセラー作家として、村上春樹とともに時代を代表する作家と目された。代表作に、『コインロッカー・ベイビーズ』『愛と幻想のファシズム』『69 sixty nine 』『トパーズ』『五分後の世界』『半島を出よ』などがある。
作家活動以外にも、『トパーズ』『KYOKO』など自作による映画の製作・監督を行なう、TV番組 『Ryu's Bar 気ままにいい夜』『日経スペシャル カンブリア宮殿』のホストを務める、一時期入れ込んでいたキューバ音楽のCDのプロデュースを行う、などマルチに才能を発揮した。
エッセイやメールマガジンを通して政治経済や社会問題に対して積極的にコメントしている。
2000年より約18年間芥川賞選考委員を務めていたが、2017年に開催された第158回を以て退任した。

## 来歴

### デビューまで
1952年（昭和27年）2月、アメリカ海軍基地の街である長崎県佐世保市に生まれる。本名は村上龍之助である。父は美術教師、母は数学教師であった。一家が佐世保に家を建てて暮らし始めたのは、海軍工廠で栄えた佐世保の街に帝国海軍砲術兵曹長として赴任した祖父の代からである。生後からの6年間は、この祖父の家に住み、隣家のジャズの音とパンパンの嬌声を聞いて育った。佐世保市立御船小学校、佐世保市立光海中学校を経て、1967年長崎県立佐世保北高等学校に入学する。ラグビー部に入部するも半年で退部、その後新聞部に籍を置く。高校在学中はロック・バンド「シーラカンス」を結成し、ドラムを担当した。3年生の夏、高校の屋上をバリケード封鎖し、無期謹慎処分となる。1970年佐世保北高校を卒業、それに前後して再びロック・バンドを結成し、8ミリ映画を撮り、劇団を組織、市の文化会館を借りてロック・フェスティバルを行なった。この年の春に上京し、現代思潮社の主宰する美学校のシルクスクリーン科に入学するも、半年で除籍となる。同年10月から1972年2月まで、アメリカ軍横田基地に近い福生市に住んだ。
1972年、武蔵野美術大学に入学する。この頃より、福生での体験を元に小説を書き始める。1976年、アメリカ軍基地の町・福生で麻薬と乱交に明け暮れる若者の姿を描いた『限りなく透明に近いブルー』で第19回群像新人文学賞、第75回芥川龍之介賞を受賞し、デビューする。ショッキングな内容からジャーナリズムにセンセーションを巻き起こした。批評は、新世代の表現であるという絶賛と、サブカルチャーにすぎないという批判の賛否真っ二つにわかれ、作品の解釈においても、ある者はアメリカ迎合であるとし、別の意見は「ヤンキー・ゴー・ホーム」であるとし、見解がわかれた。本作は100万部を売り上げた。1978年、本作を映画化し、自ら監督を務めた。

### 1980年代
1980年（昭和55年）、コインロッカーに遺棄されて孤児院で育った二人の青年の破壊衝動を描いた近未来小説『コインロッカー・ベイビーズ』を書き下ろしで発表して第3回野間文芸新人賞を受賞する。1982年、アメリカ人俳優ピーター・フォンダを招き、彼が演じる飛べなくなったスーパーマンを巡るミュージカル・コメディー映画『だいじょうぶマイ・フレンド』を原作・監督して、同時にそのノベライズを出版した。SFX技術を導入し、音楽に桑田佳祐、加藤和彦、来生たかおを起用した意欲作であったが、興行的に失敗し、批評家に酷評された。
1982年から84年にかけて雑誌『BRUTUS』にテニスに熱中する土地成金の二代目のステーキ・レストランのオーナーの二人の愛人との快楽的な恋愛とメランコリーを描いた『テニスボーイの憂鬱』を連載、1985年に単行本を刊行する。この時期はテニスに熱中しており、世界六つの都市をまたにかけたテニス・ツアー観戦記『テニスボーイ・アラウンド・ザ・ワールド』（1987年）、テニスの入門書『快楽のテニス講座　that’s our tennis！』（1988年）も刊行している。1984年からエッセイ『すべての男は消耗品である』の連載を開始する（連載は長期にわたり2013年まで続いた）。初期の連載のテーマは恋愛や快楽であった。
1985年刊行の『EV.Cafe 超進化論』では、友人のミュージシャン坂本龍一とともにホスト役を務めて、当時の知の最前線にいる学者・批評家（吉本隆明、河合雅雄、浅田彰、柄谷行人、蓮實重彦、山口昌男）を招いての鼎談を行い、大きな知的刺激を受ける。
この時期、進化生物学、動物行動学から歴史、経済に至るまで集中的に勉強している。1984年から『週刊現代』に連載されて1987年に刊行された『愛と幻想のファシズム』では、その成果を活かして、世界を単一通貨・言語にしようと企む巨大コングロマリットに対抗するために、日本を弱肉強食のファシズム社会にしようとする政治結社の闘いを描いた。
同1987年、高校時代のバリケード封鎖やフェスティバル開催の経験を題材にして、ユーモラスな語り口の自伝的な青春小説『69 sixty nine 』を刊行し、ベストセラーとなる。1987年から1991年にかけてTV番組『Ryu's Bar 気ままにいい夜』のホストを務める。芸能人・スポーツ選手・文化人など多士済々のゲストを招いた。1988年、都市、消費社会、退廃、神秘主義、快楽などをモチーフとして、SM嬢など性風俗産業で働く女性たちを主人公にした短編集『トパーズ』を発表し、本作もベストセラーとなった。その後のSMを扱った多くの作品のモチーフはここで提示されており、代表作とされる。

### 1990年代
1991年（平成3年）、『トパーズ』を自ら監督して映画化、翌年公開される。海外では『TOKYO DECADENCE』のタイトルで公開されて、イタリアでは映画賞を受賞している。1991年初めてキューバを訪れ、キューバという国やその文化、特に音楽に魅せられる。1992年、キューバのバンドNGラ・バンダを日本に招き公演を実施する。またキューバ音楽のCDをリリースする「MURAKAMI‘Sレーベル」を立ち上げる。1993年にはキューバ音楽のガイド本『新世界のビート─快楽のキューバ音楽ガイド』を出版している。
1991年から1993年にかけては、80年代後半から連載していた、いずれもSMやドラッグなどの退廃的な快楽を主題とした長編作品『コックサッカーブルース』『超電導ナイトクラブ』『イビサ』『エクスタシー』『フィジーの小人』の作品群を、矢継ぎ早に上梓している。1994年、太平洋戦争末期に本土決戦を行い、その後分断統治されることになったパラレル・ワールドの日本を描いた『五分後の世界』を書き下ろしで刊行する。本作は第30回谷崎潤一郎賞候補となるなど高い評価を受けた。アメリカに依存せず尊厳を持って戦うレジスタンス兵士にはキューバの影響が強く見られる。
1995年、『69 sixty nine』の続編で、『限りなく透明に近いブルー』の素材となった自身の高校卒業後の上京から大学入学までの間の生活をもとにした自伝的な小説『村上龍映画小説集』を発表する。本作は翌年の第24回平林たい子文学賞受賞している。同年、製作中の映画『KYOKO』のノベライズを出版し、翌1996年に映画が公開される。基地の街で生まれ、ダンサーを目指す少女キョウコが、子供の頃にダンスを教えてくれたキューバ系のGIをニューヨークに訪ねて、末期エイズを患った彼を故郷のマイアミまで送り届けるロードムービーである。サウンドトラックにキューバ音楽が使われ、主演高岡早紀のダンスシーンが大きくフィーチャーされた。本作はロジャー・コーマンが制作総指揮を務めた。
同1996年、『五分後の世界』の続編として分子生物学の学習の成果を取り入れた『ヒュウガ・ウイルス』を刊行する。同年、当時社会問題となっていた女子高生の援助交際を描いた『ラブ&ポップ』を発表する。本作には「トパーズII」と副題が付されている。本作は、当時、大ヒットしていたアニメーション「新世紀エヴァンゲリオン」の監督の庵野秀明によって実写映画化された。1997年、社会に大きな衝撃を与えた神戸連続児童殺傷事件を受けて『文藝春秋』（1997年9月号）に日本の近代化の終焉と社会を覆う喪失感を論じた『寂しい国の殺人』を掲載し、のちに書籍化する。同年、女子高生やホームレスを惨殺するアメリカ人のサイコキラーと彼をアテンドする外国人専門の性風俗街のガイドの交流を描いたサスペンス『イン ザ・ミソスープ』を『読売新聞』夕刊に連載したのち刊行し、同作で第49回読売文学賞を受賞する。
1998年、サッカー・フランスW杯の頃から世界に果敢に挑戦するサッカー選手中田英寿に注目する。中田と個人的な親交も持ち、中田を中心にしてイタリアサッカーやサッカー日本代表を論じるエッセイ『フィジカル・インテンシティ』（全5巻）を1998年から2002年にかけて出版している。1999年より金融・経済を中心に論議するメールマガジン『JMM』を主宰し編集長を務める。長期連載し続けてきたエッセイ『すべての男は消耗品である』も、この前後から社会問題を扱うものに変化してくる。1997年から2000年にかけて『村上龍自選小説集』（全8巻）を刊行する。

### 2000年代
2000年（平成12年）、引きこもりの青年が戦争に魅了されていく様を描いた『共生虫』を発表して第36回谷崎潤一郎賞を受賞する。同年、日本社会に希望を見いだせない中学生たちがインターネットを通じて新たな社会システムを作り挙げていく様を描いた『希望の国のエクソダス』を発表する。2003年、中学生へ向けて、働くことへの関心を抱かせる目的で『13歳のハローワーク』を発表しミリオンセラーとなる。2005年には北朝鮮による日本侵攻を描いた『半島を出よ』を発表して第59回毎日出版文化賞、第58回野間文芸賞を受賞する。2006年より財界人を迎えたインタビュー番組『日経スペシャル カンブリア宮殿』のホストを務める。

### 2010年代以降
2011年（平成23年）、未来の日本の管理社会のディストピアを描いた『歌うクジラ』で第52回毎日芸術賞を受賞した。

## 著作

### 長編小説
- 『限りなく透明に近いブルー』（1976年、講談社）のち文庫、2009年新装版文庫
- 『海の向こうで戦争が始まる』（1977年、講談社）のち文庫
- 『コインロッカー・ベイビーズ (上下)』（1980年、講談社）のち文庫、2009年新装版文庫(1冊)
- 『だいじょうぶマイ・フレンド』（1983年、集英社）のち文庫
- 『テニスボーイの憂鬱(上下)』（1985年、集英社）のち文庫、幻冬舎文庫(1冊)
- 『愛と幻想のファシズム (上下)』（1987年、講談社）のち文庫
- 『69 sixty nine』（1987年、集英社）のち文庫、2013年新装版文庫、文春文庫
- 『ラッフルズホテル』（1989年、集英社）のち文庫
- 『コックサッカーブルース』（1991年、小学館）のち集英社文庫
- 『超電導ナイトクラブ』（1991年、講談社）のち文庫
- 『イビサ』（1992年、角川書店）のち講談社文庫、角川文庫
- 『長崎オランダ村』（1992年、講談社）のち文庫
- 『エクスタシー』（1993年、集英社）のち文庫
- 『フィジーの小人』（1993年、角川書店）のち文庫、講談社文庫
- 『368Y Par4 第2打』（1993年、講談社）のち文庫
- 『音楽の海岸』（1993年、角川書店）のち講談社文庫
- 『昭和歌謡大全集』（1994年、集英社）のち文庫、幻冬舎文庫
- 『五分後の世界』（1994年、幻冬舎）のち文庫
- 『ピアッシング』（1994年、幻冬舎）のち文庫
- 『KYOKO』（1995年、集英社）のち文庫、幻冬舎文庫
- 『ヒュウガ・ウイルス 五分後の世界II』（1996年、幻冬舎）のち文庫
- 『メランコリア』（1996年、集英社）のち文庫
- 『ラブ&ポップ トパーズII』（1996年、幻冬舎）のち文庫
- 『はじめての夜 二度目の夜 最後の夜』（1996年、集英社）のち文庫
- 『オーディション』（1997年、ぶんか社）のち幻冬舎文庫
- 『ストレンジ・デイズ』（1997年、講談社）のち文庫
- 『イン ザ・ミソスープ』（1997年、読売新聞社）のち幻冬舎文庫
- 『ライン』（1998年、幻冬舎）のち文庫
- 『共生虫』（2000年、講談社）のち文庫
- 『希望の国のエクソダス』（2000年、文藝春秋）のち文庫
- 『タナトス』（2001年、集英社）のち文庫
- 『THE MASK CLUB』（2001年、メディアファクトリー）のち幻冬舎文庫
- 『最後の家族』（2001年、幻冬舎）のち文庫
- 『悪魔のパス天使のゴール』（2001年、幻冬舎）のち文庫
- 『2days 4girls 2日間で4人の女とセックスする方法』（2002年、集英社）のち「2days 4girls」として文庫
- 『半島を出よ(上下)』（2005年、幻冬舎）のち文庫
- 『歌うクジラ(上下)』（2010年、講談社）のち文庫
- 『心はあなたのもとに』（2011年、文藝春秋）のち文庫
- 『55歳からのハローライフ』（2012年、幻冬舎）のち文庫
- 『オールド・テロリスト』 2011年5月より2014年9月まで『文藝春秋』にて掲載（全39回）2015年、文藝春秋より単行本刊行　のち文庫
- 『MISSING　失われているもの』（2020年、新潮社）のち文庫
- 『ユーチューバー』（2023年、幻冬舎）

### 短編集・連作集
- 『悲しき熱帯』（1984年、角川文庫　1988年に『Summer in the city』に改題、単行本化）
- 『POST ポップアートのある部屋』（1986年、講談社）「ポップアートのある部屋」文庫
- 『走れ!タカハシ』（1986年、講談社）のち文庫
- 『ニューヨーク・シティ・マラソン』（1986年、集英社）のち文庫
- 『トパーズ』（1988年、角川書店）のち文庫
- 『村上龍料理小説集』（1988年、集英社）のち文庫、講談社文庫
- 『恋はいつも未知なもの』（1991年、朝日新聞社）のち朝日文芸文庫、角川文庫
- 『村上龍映画小説集』（1995年、講談社）のち文庫
- 『モニカ-音楽家の夢・小説家の物語』（1996年、新潮社）坂本龍一との共著　のち文庫
- 『白鳥』（1997年、幻冬舎）のち文庫
- 『ワイン一杯だけの真実』（1998年、幻冬舎）のち文庫
- 『とおくはなれてそばにいて』（2003年、KKベストセラーズ）短篇選集
- 『どこにでもある場所どこにもいないわたし』（2003年、文藝春秋）文庫版刊行時に『空港にて』に改題
- 『特権的情人美食 村上龍料理&官能小説集』（2007年、ベストセラーズ）

### 随筆・評論集
- アメリカン★ドリーム（1985年、講談社文庫）

- すべての男は消耗品である。（1987年-2018年、KKベストセラーズ（最終巻のみ幻冬舎））のち角川文庫、集英社文庫、幻冬舎文庫で文庫
  - すべての男は消耗品である。（1987年）
  - すべての男は消耗品である。Vol.2（1990年)
  - すべての男は消耗品である。Vol.3（1992年）
  - すべての男は消耗品である。Vol.4（1995年）
  - すべての男は消耗品である。Vol.5（1998年）
  - すべての男は消耗品である。Vol.6（2001年）
  - 置き去りにされる人びと（2003年）
  - ハバナ・モード（2005年）
  - すぐそこにある希望（2007年）
  - 大不況とパンデミック （2009年）
  - 逃げる中高年、欲望のない若者たち（2010年）
  - 櫻の樹の下には瓦礫が埋まっている（2012年）
  - 賢者は幸福ではなく信頼を選ぶ（2013年）
  - ラストワルツ（2015年）
  - 星に願いを、いつでも夢を（2016年）
  - すべての男は消耗品である。 最終巻（2018年）
- テニスボーイ・アラウンド・ザ・ワールド（1987年、講談社）のち文庫
- ビッグ・イベント（1989年、講談社）のち文庫
- 村上龍全エッセイ 1976-1981（1991年、講談社)
- 村上龍全エッセイ 1982-1986 （1991年、講談社)
- 村上龍全エッセイ 1987-1991 （1991年、講談社)
- 龍言飛語（1992年、集英社）のち文庫
- 「普通の女の子」として存在したくないあなたへ。（1993年、マガジンハウス）のち幻冬舎文庫
- あなたがいなくなった後の東京物語（1996年、角川書店）
- 寂しい国の殺人（1998年、シングルカット社）
- フィジカル・インテンシティ Ⅰ〜Ⅴ（1998年-2002年、光文社）のちⅠ〜Ⅲは知恵の森文庫
  - フィジカル・インテンシティ'97-'98season（1998）
  - 奇跡的なカタルシス フィジカル・インテンシティ II（1999）
  - アウェーで戦うために フィジカル・インテンシティIII（2000）
  - MUNDIAL2002 世界標準を越えて フィジカル・インテンシティIV（2002）
  - 熱狂、幻滅、そして希望 2002 FIFA World Cupレポート フィジカル・インテンシティV（2002）
- 寂しい国から遥かなるワールドサッカーへ（1999年、ビクターエンタテインメント・ビクターブックス）
- 誰にでもできる恋愛（2000年、青春出版）のち幻冬舎文庫
- ダメな女（2001年、光文社）のち文庫
- だまされないために、わたしは経済を学んだ 村上龍weekly report（2002年、日本放送出版協会）
- 恋愛の格差（2002年、青春出版社）のち幻冬舎文庫
- マクロ・日本経済からミクロ・あなた自身へ 村上龍weekly report 2002年、日本放送出版協会）
- 自殺よりはSEX 村上龍の恋愛・女性論（2003年、KKベストセラーズ）エッセイ選
- わたしは甘えているのでしょうか？27歳・OL（2006年、青春出版社）のち幻冬舎文庫
- 村上龍文学的エッセイ集（2006年、シングルカット社）
- 案外、買い物好き（2007年、幻冬舎）のち文庫
- それでもわたしは、恋がしたい　幸福になりたい　お金も欲しい（2008年、幻冬舎）
- 無趣味のすすめ（2009年、幻冬舎）のち文庫
- 自由とは、選び取ること（2013年、青春出版社）

### 対談・インタビュー・書簡集
- 中上健次vs村上龍 俺たちの船は、動かぬ霧の中を、纜を解いて（1977年、角川書店）中上健次との共著　のち「ジャズと爆弾 - 中上健次ｖｓ村上龍」と改題して文庫
- ウォーク・ドント・ラン（1981年、講談社）村上春樹との共著
- EV.Cafe 超進化論（1985年、講談社）坂本龍一との共著　のち文庫
  - 吉本隆明、河合雅雄、浅田彰、柄谷行人、蓮實重彦、山口昌男との鼎談を収録
- Ryu's Bar 気ままにいい夜（1988年、講談社）同名TV番組での対談集、著：村上龍＆Ryu's Barスタッフ
- 世界をボクらの遊び場に（1991年）講談社
- 友よ、また逢おう（1992年、角川書店）往復書簡、坂本龍一との共著　のち文庫
- 村上龍＋椹木野衣 最新対論 神は細部に宿る（1994年、新浪漫社）椹木野衣との共著
- 「超能力」から「能力」へ  宇宙的な未知の力を、身近なソフトウェアに（1995年、講談社）山岸隆との共著　のち文庫
- RYU'S倶楽部-「仲間」ではなく友人として（1997年、毎日新聞社）
- 夢見るころを過ぎれば 村上龍vs女子高生51人（インタビュー集）メディアファクトリー、1998年6月
- 憂鬱な希望としてのインターネット（1998年、メディアファクトリー）インタビュー
- 村上龍対談集　存在の耐えがたきサルサ（1999年、文藝春秋）のち文庫
  - 中上健次、柄谷行人、坂本龍一、浅田彰、河合隼雄、蓮實重彦、庵野秀明、奥村康、渡部直己、妙木浩之、黒沼克史、小山鉄郎との対談を収録
- 最前線 THE FRONT LINE（1999年、ラインブックス）
- 世のため、人のため、そしてもちろん自分のため Rie & Ryu,e‐mails（2000年、日本放送協会）電子メールによる往復書簡、藤木りえとの共著
- 「教育の崩壊」という嘘（2001年、日本放送出版協会）
- 対立と自立 構造改革が生み出すもの（2001年、日本放送出版協会）
- 収縮する世界、閉塞する日本  Post September eleventh（2001年、日本放送出版協会）
- 円安+インフレ=夜明けor悪夢?（2002年、日本放送出版協会）
- 文体とパスの精度（2002年、集英社）電子メールによる往復書簡、中田英寿との共著　のち文庫
- 会社人間の死と再生 ダメな会社と心中しないための戦略とは?（2003年、扶桑社）
- 啓蒙的なアナウンスメント（2巻）（2003年、日本放送出版協会）
- 人生における成功者の定義と条件（2004年、NHK出版）
- 「個」を見つめるダイアローグ（2006年、ダイヤモンド社）伊藤穣一との共著
- カンブリア宮殿 村上龍×経済人（2巻）（2007年-2008年、日本経済新聞出版社）
- カンブリア宮殿　村上龍×経済人　変化はチャンス テレビ東京報道局編(2012年、日本経済新聞出版社)
- 村上龍と坂本龍一 : 21世紀のEV.Café（2013年、スペースシャワーネットワーク）坂本龍一との共著
  - 北野宏明、浅田彰、伊藤穰一、竹中直純、赤尾健一、塩崎恭久との鼎談を収録
- カンブリア宮殿 村上龍×変革者　テレビ東京報道局 編（2015年、日本経済新聞出版社）

### 絵本
- 絵本 だいじょうぶマイ・フレンド（1983年、集英社）絵：吉田カツ
- 友達のラ リ ル レ ロ（1989年、角川書店）絵：安井須磨子
- すてきなジェニファー（1996年、新書館）絵：山本容子
- あの金で何が買えたか バブル・ファンタジー（1999年、小学館）絵：はまのゆか
- ストレイト・ストーリー（2000年、集英社）絵：はまのゆか
  - 同名映画（監督：デイヴィッド・リンチ）の絵本化
- おじいさんは山へ金儲けに 時として、投資は希望を生む（2001年、日本放送出版協会）絵：はまのゆか　のち幻冬舎文庫
- 13歳のハローワーク（2003年、幻冬舎）絵：はまのゆか
- ポストマン（2003年、NHK出版）絵：はまのゆか
- シールド(盾)（2006年、幻冬舎）絵：はまのゆか
- 新 13歳のハローワーク（2010年、幻冬舎）絵：はまのゆか

### 電子書籍
- 歌うクジラ（2010年、株式会社グリオ）音楽：坂本龍一、アートワーク：篠原潤
- 限りなく透明に近いブルー（2011年、G2010）
- モニカ（2011年、G2010)　坂本龍一との共著
- ラブ＆ポップ（2011年、G2010)

### CDブック
- シボネイ-遥かなるキューバ（1991年、主婦の友社）
- 或る恋の物語 エキゾチズム120%（1996年、ソニー・ミュージックエンタテインメント）
- Se fue彼女は行ってしまった ロマンチシズム120%（1996年、ソニー・ミュージックエンタテインメント）
- わたしのすべてを エロチシズム120%（1996年、ソニー・ミュージックエンタテインメント）

### 映画シナリオ
- 真昼の映像・真夜中の言葉（1979年、講談社）
- メイキング オブ だいじょうぶマイ・フレンド,（1983年、CBSソニー出版）
- シナリオ ラッフルズホテル（1989年、集英社（文庫））野沢尚との共著
- トパーズの誘惑（1992年、角川書店）のち文庫
- KYOKOの軌跡 神が試した映画（1996年、幻冬舎）のち文庫

### JMM関連
- JMM Vol.1 - Vol.13（1999年 - 2001年、NHK出版）メールマガジン集
- 村上龍 失われた10年を問う（JMM extra issue）（2000年、NHK出版）

### 著作集
- 村上龍全エッセイ（全3巻）（1991年、講談社（文庫））
- 村上龍自選小説集（全8巻）（1997年-2000年、集英社）
  - 1 消費される青春　69／村上龍映画小説集／限りなく透明に近いブルー／KYOKO
  - 2 他者を探す女達　トパーズ／イビサ／ラッフルズホテル／ピアッシング
  - 3 寓話としての短編　村上龍料理小説集／恋はいつも未知なもの／ニューヨーク・シティ・マラソン/悲しき熱帯
  - 4 破壊による突破　コインロッカー・ベイビーズ／昭和歌謡大全集／だいじょうぶマイ・フレンド
  - 5 戦争とファシズムの想像力　海の向こうで戦争が始まる／愛と幻想のファシズム
  - 6 快楽と倦怠と死の独白　エクスタシー／メランコリア／タナトス
  - 7 ドキュメントとしての小説　オーディション／ラブ&ポップ／インザ・ミソスープ ／ライン／寂しい国の殺人
  - 8 増殖し続ける細部　コックサッカーブルース／フィジーの小人／超電導ナイトクラブ

### アンソロジーなど
- ビートルズってなんだ?―53人の"マイ・ビートルズ"（1984年、講談社（文庫））エッセイ・アンソロジー
- 十七粒の媚薬（1989年、マガジンハウス）「クリーム色」収録
- 贅沢な恋愛（1990年、角川書店）「ムーン・リバー」収録
- 贅沢な失恋（1993年、角川書店）「マナハウス」収録
- 贅沢な恋人たち（1994年、幻冬舎）「白鳥」収録

### その他
- American road show（1986年、東宝出版事業室）
- 快楽のテニス講座（テニス解説書）（1988年、講談社）のち文庫
- セビロとルージュと秘密の手紙（1992年、角川書店（文庫））短篇＋ポストカード
- 新世界のビート 快楽のキューバ音楽ガイド（1993年、新潮社）キューバ音楽ガイド
- 世紀末を一人歩きするために（1995年、講談社）自作小説・エッセイからの引用集
- バイオテック・レイヤード（1998年、ピー・エヌ・エヌ）CG画集
- 共生虫ドットコム（2000年、講談社）Webサイトの活動記録など、著：村上龍、Kyoseichu.com制作班
- 「希望の国のエクソダス」取材ノート（2000年、文藝春秋）
- eメールの達人になる（2001年、集英社）新書
- 日本経済に関する7年間の疑問（2006年、日本放送出版協会）新書、JMMのリポートを再編集
- 美しい時間（2006年、KKベストセラーズ）小説。村上龍『冬の花火』と小池真理子『時の銀河』の2冊から成る　のち文春文庫
- カンブリア宮殿 村上龍×経済人 社長の金言 2（2013年、日経ビジネス文庫）
- カンブリア宮殿　村上龍の質問術（2013年、日経文芸文庫）
- カンブリア宮殿 村上龍×経済人スゴい社長の金言　テレビ東京報道局 編（2016年、日本経済新聞出版社）

### 単行本未収録作品
- DATマン（『ジャンプノベル』連載）
- 不自然な人々（『文學界』2014年3月号）

## 作品の映像化、舞台化など
映画
- 限りなく透明に近いブルー（1979年、監督・脚本：村上龍）
- だいじょうぶマイ・フレンド（1983年、監督・脚本：村上龍）
- ラッフルズホテル（1989年、監督：村上龍、原案：奥山和由、脚本：野沢尚）
- トパーズ（1992年、監督・脚本：村上龍）
- KYOKO（1996年、監督・脚本：村上龍）[34]
- ラブ&ポップ（1998年、監督：庵野秀明、脚本：薩川昭夫）
- オーディション（2000年、監督：三池崇史、脚本：天願大介）
- 走れ!イチロー（2001年、原作『走れ！ タカハシ』、監督：大森一樹、脚本：丸山昇一・大森一樹）
- 昭和歌謡大全集（2002年、監督：篠原哲雄、脚本：大森寿美男）
- 69 sixty nine（2004年、監督：李相日、脚本：宮藤官九郎）
- ピアッシング（2018年アメリカ、監督・脚本：ニコラス・ペッシェ）

テレビドラマ
- 最後の家族（2001年、脚本：村上龍）　‐　視聴率は最高で9％、平均で8％程度[35]。
- 55歳からのハローライフ（2014年、原作：村上龍）

ラジオドラマ
- コインロッカー・ベイビーズ（1981年、演出：村上龍）
- ハワイアン・ラプソディ（1984年）

舞台
- 昭和歌謡大全集（1997年、演出：蜷川幸雄、脚本：清水邦夫）
- コインロッカー・ベイビーズ（2016年・2018年、演出・脚本：木村信司）

ゲーム
- 五分後の世界（2001年、PlayStation 2、メディアファクトリー）

## 出演番組
- 1978年4月  ルポルタージュにっぽん「ボブ・ディランがやって来た」（NHK総合）
- 1983年4月 「アップダウンクイズ」シルエットゲスト（毎日放送制作・TBS系）
- 1987年10月 - 1991年3月  Ryu's Bar 気ままにいい夜（毎日放送制作・TBS系）
- 2000年5月  NHKスペシャル インターネット・エッセイ 村上龍 '失われた10年'を問う（NHK総合）
- 2001年1月  Ryu's Barスペシャル21（毎日放送制作・TBS系）
- 2004年1月  NHKスペシャル 日本再生 ひとりからの出発  ?村上龍とリーダーたちの対話?（NHK総合）
- 2006年4月  日経スペシャル カンブリア宮殿〜村上龍の経済トークライブ〜（テレビ東京）

## CM出演
- サントリー・サントリーオールド（1989年）
- トヨタ・チェイサー（1992年）
- セイコーエプソン・PaperLab→世界を白紙からつくる。「インク多様性」篇・「インクジェット」篇（2016年 - ・2017年現在・出演中）

## インターネットでの活動

### JMM (ジャパン・メール・メディア)
1999年から始まった村上龍が編集長を務めるメールマガジン。2012年1月現在、発行部数約10万部。金融・経済分野に比重をおくが、東日本大震災関連情報（不定期/転載）、海外レポートも配信。
執筆者は、山崎元、真壁昭夫、土居丈朗、冷泉彰彦など金融・経済の専門家が常時10数名おり、その他、過去の執筆陣にはふるまいよしこ、春具、アン・ヨンヒ、高田ケラー有子などがいる。書籍化、電子書籍化（冷泉彰彦）もされている。
毎週月曜日に『村上龍、金融経済の専門家たちに聞く』として、村上からショートエッセイと新たな質問が提示され、次の質問が出されるまでの一週間に寄稿家が回答を寄せる構成になっている。

### RVR (Ryu's Video Report)
2006年から始まったスポーツ、韓国映画、時事問題をテーマにしたインターネットによる映像配信。

## キューバ音楽との関わり
- キューバのミュージシャンの日本公演をプロデュースしている。（バンボレオ、NG・ラ・バンダ、ロス・バン・バンなど）また、自己レーベル MURAKAMI's を作ってNG・ラ・バンダなどのCDを発売した。
- キューバのミュージシャン「チャランガ・アバネーラ」を追った映画『ポプラル!』（2005）でエクゼクティブ・プロデューサーを務める。作家　村上 龍に聞く（前編） - L-Cruise - 日経トレンディネット